# Tricia Cooke
Tricia Cooke (25 juni 1965) is een Amerikaans filmeditor, scenarioschrijver en filmproducent.

## Biografie
Nadat Cooke in 1989 afstudeerde aan de filmschool van de New York-universiteit, werkte ze aan een paar films in New York voordat ze in de winter van 1989 naar New Orleans reisde om mee te werken aan de film Miller's Crossing van de gebroeders Coen, waar ze assistente was van cameraman Barry Sonnenfeld. Ze vertelde Ethan en Joel Coen dat ze heel graag als editor wilde werken en vroeg of ze in New York een baan als leerling beschikbaar hadden. Het klikte snel tussen Cooke en Ethan Coen die haar mee uit vroeg maar ze vertelde hem dat ze lesbisch was en niet geïnteresseerd. Ze bleven eerst vrienden maar de relatie groeide en uiteindelijk trouwden ze op 2 oktober 1993 en kregen samen twee kinderen.
Cooke werkten samen met de gebroeders Coen, als assistent-monteur van Barton Fink uit 1991 en de opvolger The Hudsucker Proxy uit 1994. Ze werd editor van The Big Lebowski uit 1998, O Brother, Where Art Thou? uit 2000 en The Man Who Wasn't There uit 2001. Deze laatste monteerde ze samen met de broers, die hun pseudoniem Roderick Jaynes gebruikten. Daarna besloot ze het rustiger aan te doen en meer te gaan schrijven. Ze regisseerde samen met haar vriendin Jennifer Arnold een documentaire genaamd Where the Girls Are, een komische korte film over het Dinah Shore-Weekend, een vijf dagen durend lesbiennen-festival in Palm Springs. Deze korte film won de Outstanding Narrative Short Film op het Outfest-filmfestival in 2003. Ze regisseerde samen met Carrie Schrader de korte film Don't Mess With Texas uit 2008. Cooke schreef samen met Ethan Coen het scenario voor deze film, over twee jonge lesbiennes die in een restaurant in de problemen komen.
Cooke en Ethan Coen schreven Drive-Away Dykes als een manier om samen tijd door te brengen omdat ze tegen die tijd geen traditioneel partnerschap meer hadden. Cooke vertelde in een interview in januari 2024 dat ze nog steeds samen is met Ethan Coen maar beiden een andere partner hebben. De Motion Picture Association en adverteerders hadden problemen met Dykes in de titel waarna deze veranderd werd in Drive-Away Dolls en in februari 2024 uitkwam.

## Filmografie
- Honey Don't! (2025) – alsook co-schrijver en producent
- Drive-Away Dolls (2024) – alsook co-schrijver en producent
- Jerry Lee Lewis: Trouble in Mind (documentaire) (2022)
- Don't Mess With Texas (korte film) (2008) - alsook co-schrijver
- Eva (korte film) (2008)
- The Ex (2006)
- The Notorious Bettie Page (2005)
- The Adventures of Seinfeld & Superman (2004)
- Where the Girls Are (korte film) (2003)
- The Man Who Wasn't There (2001)
- O Brother, Where Art Thou? (2000)
- The 4th Floor (1999)
- Weeping Shriner (1999)
- The Big Lebowski (1998)
- Where the Air Is Cool and Dark (1997)
- Betty (1997)
- Fargo (1996)
- The Hudsucker Proxy (1994)
- Barton Fink (1991)
- Miller's Crossing (1990)